# Brachionycha amurensis
Brachionycha amurensis là một loài bướm đêm trong họ Noctuidae.